# Algo está cambiando
Algo está cambiando è un singolo della cantante messicana Julieta Venegas, pubblicato nel 2004 ed estratto dall'album Sí.

## Tracce
- CD

1. Algo está cambiando – 4:04

## Classifiche
| Classifica (2005)            | Posizione massima |
| ---------------------------- | ----------------- |
| Cile                         | 5                 |
| Perù                         | 3                 |
| Stati Uniti Hot Latin Tracks | 4                 |